# 5 (chewing-gum)
Pour les articles homonymes, voir 5 (homonymie).

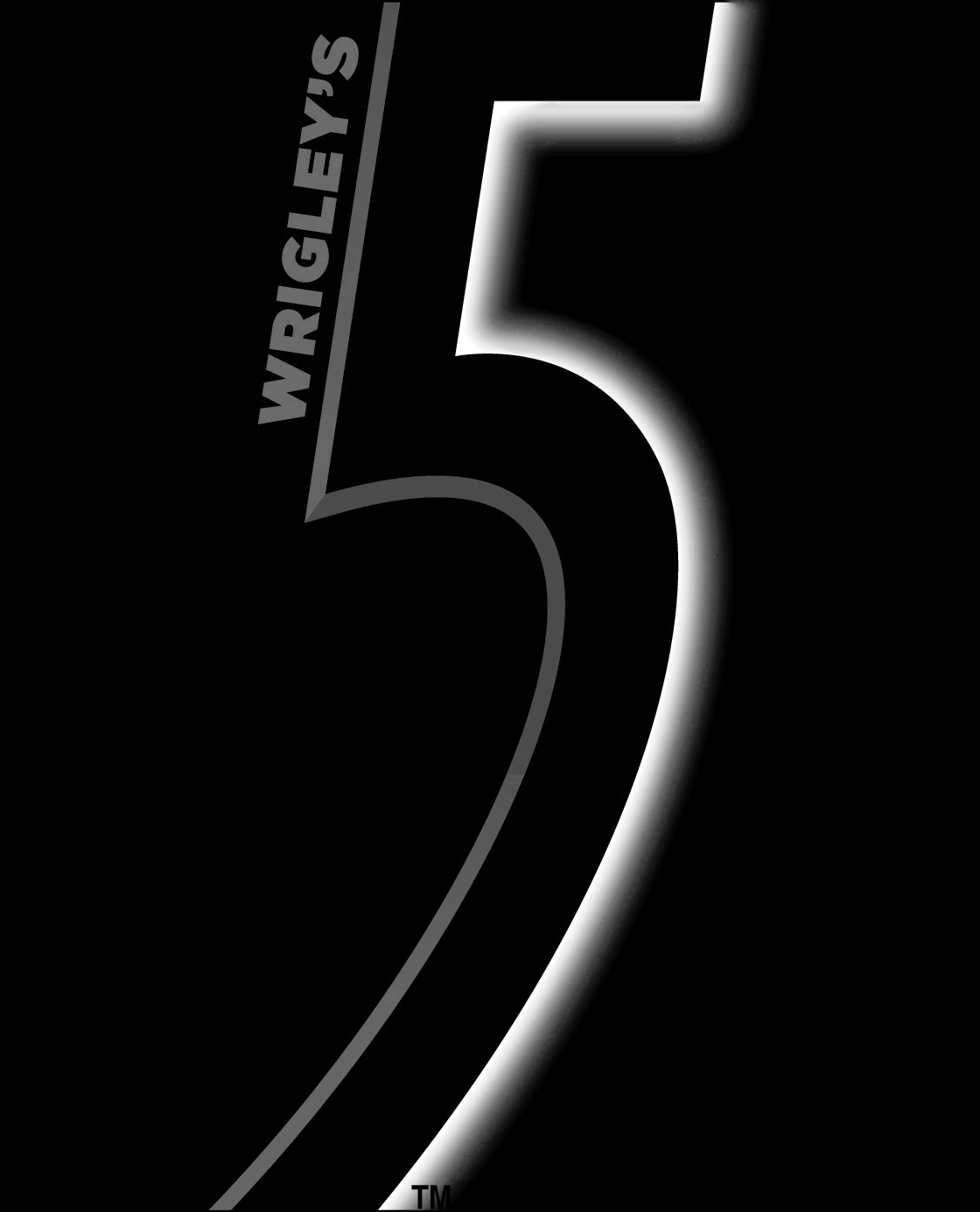

5 est une marque de chewing-gum sans sucre par la Wrigley Company. Les publicités pour la gomme disent qu'elle stimule les cinq sens humains. Son slogan est "L'appel des sens." Les saveurs "React" prennent pour slogan : "Une expérience différente pour chacun".
La gomme 5 a été introduite dans les marchés américains en mars 2007, au Canada en janvier 2008, en Russie, en Europe et en Australie en 2009, en Chine, en Inde, en Italie, en Israël, en Thaïlande et en Malaisie en 2010.
Il y a moins de cinq calories dans un morceau de gomme 5. La gomme contient de l'aspartame (avec de la phénylalanine), de l'acésulfame-potassium, de la lécithine de soja, du sorbitol, du mannitol et autres édulcorants.

## Produits
La marque offre seize saveurs de chewing-gum, toutes disponibles aux États-Unis sauf 5X Mutant et Evolution. Les trois premières saveurs introduites étaient la menthe verte, la cannelle et la menthe; ensuite sont venus le goût tropical et la baie; et en 2009, la menthe glacée et la gomme balloune. En mars 2010, deux nouvelles saveurs, toutes les deux nommées "React" ont été introduites aux États-Unis. "React" est offerte à saveur de menthe et de fruits et a été introduite en Australie le 24 mars 2011. 5 propose aussi une saveur de pastèque appelée "Prism" a introduit une saveur de pomme verte nommée "Vortex" et une autre exotique nommée "Swerve"
En Australie, "Pulse" a été arrêtée et React2 introduite. Une saveur en édition limitée appelée "Mutant" a été dévoilée en Australie comme promotion du film X-Men : Le Commencement,. Une saveur unique nommée "Evolution" ayant un goût d'agrumes/poire sucrée a été introduite en Allemagne et en Italie au début et s'est faite disponible dans quelques autres pays européens comme la Grèce et le Chypre.

### Noms des saveurs
| Saveurs                       | Menthe                | Cannelle | Menthe verte           | Baie           | Goût tropical      | Menthe glacée      | Gomme balloune | Fruitée            | Menthe             | Pastèque             | Pomme verte | Raisin    | Agrumes/poire                                                       | Goût tropical surette | Menthe | Fraise |
| ----------------------------- | --------------------- | -------- | ---------------------- | -------------- | ------------------ | ------------------ | -------------- | ------------------ | ------------------ | -------------------- | ----------- | --------- | ------------------------------------------------------------------- | --------------------- | ------ | ------ |
| États-Unis                    | Cobalt                | Flare    | Rain                   | Elixir         | Lush               | Solstice           | Zing           | React React2       | React React2       | Prism                | Vortex      | 5X Mutant |                                                                     | Swerve                | Swerve | RPM    |
| Canada                        | Cobalt                | Flare    | Rain                   | Elixir         | Lush               | Solstice           | Evolve         | React React2       | React React2       | Prism                | Vortex      | 5X Mutant |                                                                     | Swerve                | Swerve | RPM    |
| Europe                        | Cobalt                |          | Electro                | Flood (France) | Pulse              | Instinct (Espagne) |                |                    |                    |                      | Turbulence  |           |                                                                     |                       |        |        |
| France                        | Cobalt                |          | Electro                | Flood          | Pulse              | Instinct           |                |                    |                    |                      |             |           |                                                                     |                       |        |        |
| Espagne                       | Cobalt                |          | Electro                |                | Pulse              | Instinct           |                |                    |                    | Turbulence           |             |           |                                                                     |                       |        | Zephyr |
| Royaume-Uni                   | Cobalt                |          | Electro (Discontinuée) | Flood          | Pulse              |                    |                |                    |                    |                      |             |           | Evolution (Va être introduite dans les magasins le 29 janvier 2012) |                       |        |        |
| Allemagne                     | Cobalt                |          | Electro2               | Flood          | Pulse              | Instinct           |                |                    |                    | Turbulence           |             |           | Evolution                                                           |                       |        |        |
| Cypre                         | Cobalt                |          | Electro                | Flood          | Pulse              |                    |                |                    |                    | Turbulence           |             |           | Evolution                                                           |                       |        |        |
| Grèce                         | Cobalt                |          | Electro                | Flood          | Pulse              |                    |                |                    |                    | Turbulence           |             |           | Evolution                                                           |                       |        |        |
| Italie                        | Cobalt                |          | Electro                | Flood          | Pulse              |                    |                |                    |                    | Turbulence           |             |           | Evolution                                                           |                       |        |        |
| Russie                        | Frost                 |          | Electro                |                | Hybrid             |                    |                | React              |                    | Cyclone              |             |           |                                                                     |                       |        |        |
| Asie                          | 透心涼薄荷味 (Cobalt) |          | 電感薄荷味 (Rain)      |                | 爽甜熱果味 (Pulse) |                    |                | 異感果汁味 (React) | 異感薄荷味 (React) | 激酷西瓜味 (Tempest) |             | 5X Mutant |                                                                     |                       |        |        |
| Australie et Nouvelle-Zélande | Cobalt                |          | Electro                |                |                    |                    | Zing           | React              | React              | Tempest              |             | 5X Mutant |                                                                     |                       |        |        |
| Afrique du Sud                | Cobalt                |          | Electro                |                |                    |                    |                |                    |                    | Turbulence           |             |           |                                                                     |                       |        |        |

### Expériences des saveurs
États-Unis :
- Cobalt Menthe frisson
- Flare Chaleur cannelle
- Rain Menthe verte enivrante
- Elixir Baie exquise
- Lush Mordant tropical
- Solstice De chaleur à grand froid
- Zing Gomme balloune de surette à sucrée
- React ...une expérience fruitée unique
- React ...une expérience-menthe unique
- Prism ...un melon électrique
- Vortex ...une pomme verte juteuse
- React2 ...une expérience fruitée unique
- React2 ...une expérience-menthe unique
- Swerve ...Goût tropical de prononcé à sucré
- RPM ...une saveur de menthe relaxante[9]
- RPM ...une saveur fruitée énergisante[9]

Autres :
- Tempest ...un melon d'eau alléchant
- Turbulence ...un melon d'eau alléchant
- 5X Mutant (Édition limitée)[18]
- Evolution ...agrumes et poire de surettes à sucrés
- Electro2…une menthe verte enivrante

## Emballage
Un paquet de gomme 5 contient 15 palettes de gomme aux États-Unis et au Canada, ou 12 en Europe et en Australie. C'est un paquet mince de 3 rangées de 5 en Amérique du Nord, ou trois rangées de 4 dans d'autres pays. Les ingrédients, valeurs nutritionnelles, et descriptions de la saveur ne sont pas sur la boîte (à part des versions européennes), à la place, ils sont imprimés sur l'emballage de plastique à l'extérieur, pour garder la boîte elle-même simple. L'aluminium dans lequel la gomme est emballée est luisant et couvert de logos de 5. Les emballages ont la même couleur que la gomme à l'intérieur (sauf pour la saveur américaine Prism, qui a un emballage vert lime avec une gomme rouge-orangé). Le paquet variété original de 5 contenait trois paquets de Rain, Cobalt, Lush et Elixir. Un nouveau paquet variété introduit en automne 2009 qui contient les saveurs Rain, Cobalt, Solstice et Zing, et un autre avec trois paquets de Cobalt, Rain, Solstice, et Elixir. Le paquet a un logo Tidy Man, qui est une figure humaine en forme de 5.

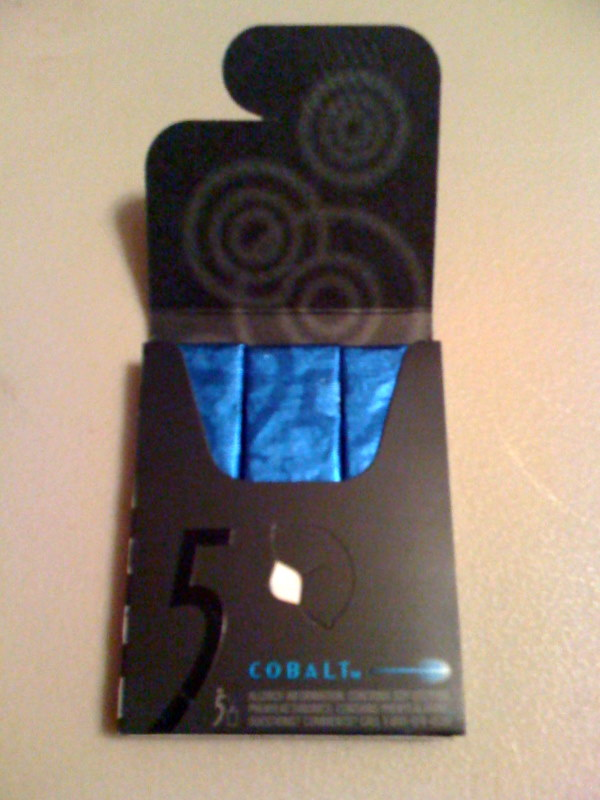
L'intérieur d'un paquet de gomme 5 Cobalt.
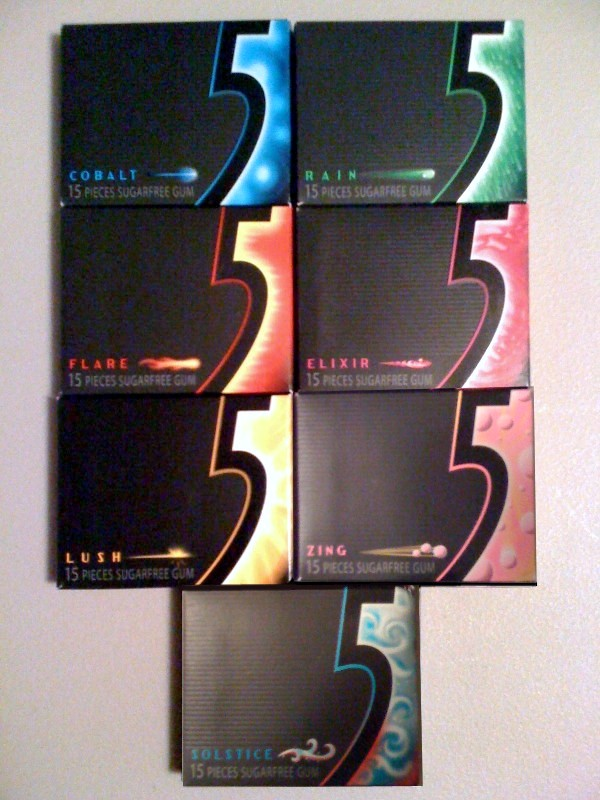
Paquets de gomme 5.